# Cikloheksilamin
Cikloheksilamin (tudi heksahidroanilin, 1-aminocikloheksan ali amino heksahidro benzen) je organska kemikalija s formulo C6H13N, ki izhaja iz amina cikloheksana.
Je vnetljiv s plameniščem pri 28,6 °C. Eksplozivne zmesi z zrakom se tvorijo nad 26 °C. Strupen je tako ob zaužitju, kot z vdihavanjem. Vdihavanje je lahko usodno. Koža ga hitro absorbira. Je jedek.
Poizkusi na glodalcih so pokazali, da povzroča raka na mehurju.
Draži oči in dihala, povzroča hude poškodbe oči in je zdravju škodljiv v stiku s kožo.
Je prozorna do rumenkasta tekočina z neizrazitim vonjem. Tališče ima pri -17,7°C, vrelišče pa pri 134,5 °C. Dobro se meša z vodo. Tako kot drugi amini je rahlo alkalen, a bolj alkalen od anilina, od katerega se razlikuje le v tem, da je aromatski.
Cikloheksilamin se uporablja kot vmesni produkt pri sintezi nekaterih herbicidov, antioksidantov, pospeševalcev pri procesu vulkanizacije, oksidacijskih katalizatorjev, nekaterih sladili (predvsem ciklamata) itd.